# نيتوراما
نيتوراما هي سلسلة متاجر هولندية للسوبرماركت والهايبرماركت تأسست سنة 1968.